# Дактилоскопија
Дактилоскопија је посебна дисциплина у оквиру папилароскопије. Бави се проучавањем отисака прстију, односно папиларних линија на прстима. Дактилоскопска истраживања се спроводе и примењују првенствено у области криминологије, односно криминалистике и форензике, а такође и у области физичке антропологије. Дактилоскопија је почела да се развија крајем 19. века, а пуну афирмацију је добила током прве половине 20. века. Дактилоскопске технике се примењују као поуздано научно средство за идентификацију особа на основу отисака прстију.